# 280 до н. е.

## Події
- На острові Фарос (сьогодні мис в межах міста Александрія побудований Александрійський маяк — одне з Семи чудес стародавнього світу
- Аристарх Самоський спостерігає в Александрії сонцестояння
- Греко-карфагенська війна — Карфаген витіснив сиракузян з Корсики і приєднали острів до своїх володінь
- Птолемей Керавн розбив Антігона Гоната й захопив владу над усією Македонією
- Антіох I Сотер розбитий віфінцями
- У Сідоні перервалася місцева царська династія, на сідонський трон Птолемей II Філадельф всадив свого стратега Філокла, сина Аполлодора
- Кельтський цар у Фракії Церетрій завдав поразки Одриському царству, захопивши й сплюндрувавши його столицю Севтополь
- Римські консули — Публій Валерій Левін і Тіберій Корунканій[1]
- Римські цензори — Луцій Корнелій Сципіон Барбат та Гней Доміцій Кальвін Максим.[1]
- Відбулась битва при Гераклеї — перша битва Піррової війни між греками та римлянами. Військо грецької коаліції Епіру, Македонії і міст-держав Великої Греції під проводом царя Пірра Епірського завдало поразки римському війську Публія Валерія Левіна.[2]

## Народились
- Конон Самоський — давньогрецький математик й астроном
- Філон Візантійський — давньогрецький вчений, математик, механік та письменник
- Квінт Фабій Максим Веррукоз — політичний та військовий діяч Римської республіки, герой Другої Пунічної війни, консул 233, 228, 214 та 209 років до н. е.
- Лі Си — китайський політичний діяч, письменник часів династії Цінь, прихильник легізму

## Померли
- Куджи — цар Колхіди
- Аріарат II — цар Каппадокії